# Макфарланд (Висконсин)
Макфарланд (енгл. McFarland) град је у америчкој савезној држави Висконсин.

## Демографија
По попису из 2010. године број становника је 7.808, што је 1.392 (21,7%) становника више него 2000. године.
| Група             | 2000.         | 2010.         |
| Белци             | 6.200 (96,6%) | 7.267 (93,1%) |
| Афроамериканци    | 22 (0,3%)     | 94 (1,2%)     |
| Азијати           | 44 (0,7%)     | 132 (1,7%)    |
| Хиспаноамериканци | 73 (1,1%)     | 176 (2,3%)    |
| Укупно            | 6.416         | 7.808         |